# 수이린향

수이린 향의 위치

수이린향(한국어: 수림향, 중국어: 水林鄉, 병음: Shuǐlín Xiāng)은 중화민국 윈린 현의 향이다. 넓이는 72.9582km2이고, 인구는 2015년 8월 기준으로 26,634명이다.

## 지리
수이린 향은 자난 평원의 서북부, 윈린 현의 남서단에 위치하고 있다. 지세는 전역이 평탄하고, 동쪽은 베이강 진과 북쪽은 쓰후 향과 서쪽은 커우후 향과 남쪽은 베이강시(北港溪)를 사이에 두고 자이 현 류자오 향, 둥스 향과 접하고 있다.

## 역사
수이린 향은 예전에는 수찬림(水燦林), 수칠림(水漆林)으로 불리고 있었다. 전승에 의하면 한족에 의한 개척이 행해졌던 시대에 수이린은 해안에 위치해 수찬림이라는 수생식물이 군생하고 있던 것에서 명명되었다. 1920년, 일본 정부에 의해 스이린(水林)으로 개칭되어 현재에 이르고 있다.